# Ill Communication
Ill Communication — четвёртый студийный альбом американской хип-хоп группы Beastie Boys, был издан 31 мая 1994 года на лейбле Grand Royal Records. В музыкальном плане, звучание альбома — одно из самых разнообразных за всю карьеру группы, оно содержит элементы альтернативного хип-хопа, джаз-фанка, хардкор-панка и рэп-рока.
Ill Communication занял первое место в чарте Billboard, став вторым диском группы добившимся подобного успеха. В поддержку альбома было выпущено 4 сингла, один из самых успешных — «Sabotage», музыкальное видео для которого снял Спайк Джонз, в нём пародируются американские полицейские шоу 70-х. Пластинка была коммерчески успешной, и получила трижды платиновый статус в США.
Альбом был спродюсирован самими Beastie Boys совместно с Марио Кальдато-младшим, помимо этого в его записи приняли участие музыканты: Мани Марк, Эрик Бобо, Амери Смит, Q-Tip и Биз Марки.
Майк Ди и Адам Яух сотрудничали с дизайнером Джебраном Эвансом, с целью — создать неповторимое оформление обложки, а также с фотографом Брюсом Дэвидсоном. Специально для Ill Communication был создан уникальный шрифт, за авторством дизайнера Джима Эванса. Помимо самого альбома, он использовался на всех промоматериалах, в преддверии выхода альбома.

## Критика
| Оценки критиков      | Оценки критиков |
| Источник             | Оценка          |
| -------------------- | --------------- |
| AllMusic             | [ 5 ]           |
| Entertainment Weekly | B               |
| NME                  | 8/10            |
| Pitchfork            | 8.6/10          |
| Q                    | [ 8 ]           |
| Роберт Кристгау      | A−              |
| RapReviews           | 8.5/10          |
| Rolling Stone        | [ 11 ]          |

Beastie Boys отметили два альбома Майлза Дэвиса — Agharta и On the Corner, повлиявших на джазовое звучание их записи.
Журнал Rolling Stone включил этот альбом в свой список «Самые значимые записи 90-х». Журнал Spin поставил альбом на 19-ю строчку своего рейтинга «20 лучших альбомов 94-го». Также, альбом попал в список журнала Q «90 лучших альбомов 90-х». The Village Voice поместил этот диск на 15-е место в своём ежегодном опросе Pazz & Jop. Журнал Mojo присудил ему 54-е место в списке «100 альбомов современной классики». Журнал NME поставил альбом на третье место в рейтинге «50 лучших альбомов 1994 года». Журнал Guitar World поместил эту запись на третье место в списке «59 альбомов-икон, которые определили 1994 год».

## Обложка альбома
В качестве обложки альбома была использована фотография Брюса Дэвидсона, сделанная в 1964 в известном лос-анджелесском ресторане для автомобилистов Tiny Naylor’s. В то время Дэвидсон работал по договору с журналом Esquire, и фото Tiny Naylor’s было частью цикла снимков, который так и не был опубликован.
Автомобиль, представленный на фотографии — седан Pontiac Catalina 1962 года выпуска.

## Список композиций
Все песни написаны Beastie Boys, за исключением отмеченных.
| №   | Название                                                 | Длительность |
| --- | -------------------------------------------------------- | ------------ |
| 1.  | «Sure Shot» (Beastie Boys, Caldato, DJ Hurricane)        | 3:19         |
| 2.  | «Tough Guy» (AWOL, Beastie Boys)                         | 0:57         |
| 3.  | «B-Boys Makin' with the Freak Freak»                     | 3:36         |
| 4.  | «Bobo on the Corner» (Beastie Boys, Bobo, Money Mark)    | 1:13         |
| 5.  | «Root Down»                                              | 3:32         |
| 6.  | «Sabotage»                                               | 2:58         |
| 7.  | «Get It Together» (вместе с Q-Tip)                       | 4:05         |
| 8.  | «Sabrosa» (Beastie Boys, Bobo, Money Mark)               | 3:29         |
| 9.  | «The Update» (Beastie Boys, Caldato, Money Mark)         | 3:15         |
| 10. | «Futterman's Rule» (Beastie Boys, Money Mark)            | 3:42         |
| 11. | «Alright Hear This»                                      | 3:06         |
| 12. | «Eugene's Lament» (Beastie Boys, Bobo, Gore, Money Mark) | 2:12         |
| 13. | «Flute Loop» (Beastie Boys, Caldato, Klemmer)            | 1:54         |
| 14. | «Do It» (вместе с Biz Markie)                            | 3:16         |
| 15. | «Ricky's Theme» (Beastie Boys, Bobo, Money Mark)         | 3:43         |
| 16. | «Heart Attack Man» (AWOL, Beastie Boys)                  | 2:14         |
| 17. | «The Scoop» (Beastie Boys, Caldato)                      | 3:36         |
| 18. | «Shambala» (Beastie Boys, Bobo, Money Mark)              | 3:40         |
| 19. | «Bodhisattva Vow» (Beastie Boys, Caldato)                | 3:08         |
| 20. | «Transitions» (Beastie Boys, Money Mark)                 | 2:31         |

| №  | Название           | Длительность |
| -- | ------------------ | ------------ |
| 1. | «Dope Little Song» | 1:51         |
| 2. | «Resolution Time»  | 2:49         |
| 3. | «Mullet Head»      | 2:52         |
| 4. | «The Vibes»        | 3:06         |

| №   | Название                                        | Длительность |
| --- | ----------------------------------------------- | ------------ |
| 1.  | «Root Down» (Free Zone Mix)                     | 3:49         |
| 2.  | «Resolution Time»                               | 2:49         |
| 3.  | «Get It Together» (Buck-Wild Remix)             | 4:18         |
| 4.  | «Dope Little Song»                              | 1:50         |
| 5.  | «Sure Shot» (European B-Boy Mix)                | 2:59         |
| 6.  | «Heart Attack Man» (Unplugged)                  | 2:22         |
| 7.  | «The Vibes»                                     | 3:07         |
| 8.  | «Atwater Basketball Association File No. 172-C» | 1:27         |
| 9.  | «Heart Attack Man» (Live)                       | 2:10         |
| 10. | «The Maestro» (Live)                            | 3:16         |
| 11. | «Mullet Head»                                   | 2:53         |
| 12. | «Sure Shot» (European B-Boy Instrumental)       | 2:58         |

## Участники записи
- Beastie Boys — продюсирование
- Адам «Ad-Rock» Хоровиц — вокал, гитара
- Майкл «Mike D» Даймонд — вокал, ударные
- Адам «MCA» Яух— вокал, электро-бас, бас-гитара
- Джон Клеммер — семплы
- Юджин Гор — скрипка
- Эрик Бобо — перкуссия
- Амери Смит — ударные
- Мани Марк — клавишные, орган
- Q-Tip — вокал
- Биз Марки — вокал
- Марио Кальдато-мл. — продюсер

## Хит-парады
| Чарт (1994)                            | Высшая позиция |
| -------------------------------------- | -------------- |
| США (Billboard 200)                    | 1              |
| США (Billboard Top R&B/Hip-Hop Albums) | 2              |